# Walter Alves
Walter Pereira Alves (Natal, 27 de fevereiro de 1980) é um administrador e político brasileiro, filiado ao Movimento Democrático Brasileiro (MDB). É o atual vice-governador do Rio Grande do Norte desde 1 de janeiro de 2023. Também já foi deputado estadual e deputado federal.
É filho do ex-governador e ex-senador Garibaldi Alves Filho e de Denise Pereira Alves.

## Carreira política
Começou a carreira política ao ser eleito deputado estadual pelo PMDB em 2006.
Em 2010, foi reeleito deputado estadual pelo PMDB. Foi eleito deputado federal em 2014, para a 55.ª legislatura (2015-2019), pelo PMDB. Como deputado federal, votou a favor da admissibilidade do processo de impeachment de Dilma Rousseff. Já durante o Governo Michel Temer, votou a favor da PEC do Teto dos Gastos Públicos. Em agosto de 2017 votou contra o processo em que se pedia abertura de investigação do presidente Michel Temer, ajudando a arquivar a denúncia do Ministério Público Federal.